# Campago Ipuh
Campago Ipuh is een bestuurslaag in het regentschap Bukittinggi van de provincie West-Sumatra, Indonesië. Campago Ipuh telt 9118 inwoners (volkstelling 2010).